# Бакеевский
Баке́евский — хутор Дубовецкого сельского поселения Долгоруковского района Липецкой области.

## География
Хутор Бакеевский находится в юго-западной части Долгоруковского района, в 10 км к западу от села Долгоруково. Располагается на берегах небольшого ручья притока реки Ольшанец.

## История
Бакеевский возник не позднее начала XX века. Название по фамилии бывшего владельца здешних земель помещика Бакеева (Бокеева).
По переписи населения 1926 года в Бакеевском 15 дворов, 84 жителя. В 1932 году — 118 жителей.
В 1928 году Бакеевский вошёл в состав Долгоруковского района Елецкого округа Центрально-Чернозёмной области. После разделения ЦЧО в 1934 году Долгоруковский район вошёл в состав Воронежской, в 1935 — Курской, а в 1939 году — Орловской области. С 6 января 1954 года в составе Долгоруковского района Липецкой области.

## Население
| 1926 | 1932 | 2010 |
| ---- | ---- | ---- |
| 84   | ↗118 | ↘0   |

## Транспорт
Грунтовыми дорогами Бакеевский связан с деревнями Красотыновка, Ольшанка и Гущин Колодезь.